# 羅京安 (北卡羅萊納州)
羅京安（英語：Rockingham）是一個位於美國北卡羅萊納州里奇蒙縣的城市，為里奇蒙縣之縣城。

## 人口
根據2020年美國人口普查的數據，羅京安的面積為19.82平方千米，當中陸地面積為19.80平方千米，而水域面積為0.02平方千米。當地共有人口9243人，而人口密度為每平方千米466人。